# Abdulqadir Hassan
Abdulqadir Hassan Mohamed (arab. عبدالقادر حسن محمد) (ur. 15 kwietnia 1962) – emiracki piłkarz grający na pozycji bramkarza.

## Kariera klubowa
W czasie swojej kariery piłkarskiej Abdulqadir Hassan grał w Al-Shabab Dubaj.

## Kariera reprezentacyjna
W latach osiemdziesiątych i dziewięćdziesiątych występował w reprezentacji Zjednoczonych Emiratów Arabskich. W 1985 roku uczestniczył w eliminacjach Mistrzostw Świata w 1986. W 1989 roku uczestniczył w zakończonych sukcesem eliminacjach Mistrzostw Świata 1990.
W 1990 roku uczestniczył w Mistrzostwach Świata we Włoszech, jednakże był rezerwowym i nie wystąpił w żadnym meczu.